# ふたりぼっち (平岩弓枝ドラマシリーズ)
ふたりぼっちは1984年6月13日から8月1日まで、フジテレビ系列の平岩弓枝ドラマシリーズ枠で放送されたテレビドラマ。全8話。

## 概要
東京・神楽坂の花街を主な舞台に、孤独な女たちがいがみ合いながらも温かな心のふれあいを求めて生きて行く姿を描いた作品。神楽坂の芸者・久美子は、幼い頃に両親と死別、他に頼れる親族も無く、願いは製鉄所で働く弟の一夫が結婚して幸せになって欲しいことという、薄幸ながらも芯が強く明るく生きているけなげな女。そのたった一人の弟の一夫が心臓麻痺を起こして倒れたとの知らせを受けて駆けつけると、一夫は既に亡くなっており、そこには一夫の妻と名乗る幸子という女がいて、久美子は一夫が結婚していたことを知る。久美子は幸子に焼き鳥店を開くための保険金を貸してほしいと言われる。反発するが、幸子に影響を受け自立の道を探り始める。そこへ、一十三、健太郎、高志らが結婚を迫る。

## 出演
- 久美子：松坂慶子
- 佐藤高志：田中健
- 高志の母・勝子：丹阿弥谷津子
- 小芳：乙羽信子
  - 芸者屋「吉本」のおかみ。
- 健太郎：細川俊之
  - 小芳の弟で、喫茶「サム」の店長。
- 一十三：三浦洋一
- 幸子：波乃久里子
- まり子：松原千明
- 阿藤快
- 高志の妹・小夜子：三波美夕紀

## スタッフ
- 作 - 平岩弓枝
- 演出 - 舛田明廣、河毛俊作

## 参考資料
- 『1980年代全ドラマクロニクル』学習研究社、2009年 ISBN 978-4-05-404122-6
- 京都新聞 1984年6月13日テレビ欄　本作の紹介記事
- テレビドラマデータベース

| フジテレビ系列 平岩弓枝ドラマシリーズ              | フジテレビ系列 平岩弓枝ドラマシリーズ         | フジテレビ系列 平岩弓枝ドラマシリーズ  |
| 前番組                                             | 番組名                                        | 次番組                                 |
| -------------------------------------------------- | --------------------------------------------- | -------------------------------------- |
| 蝶々さんと息子たち （1984年5月2日 - 1984年6月6日） | ふたりぼっち （1984年6月13日 - 1984年8月1日） | 女の暦 （1984年8月8日 - 1985年3月6日） |